# Christian Fouchet
Christian Fouchet (ur. 17 listopada 1911 w Saint-Germain-en-Laye, zm. 11 sierpnia 1974 w Genewie) – francuski polityk i dyplomata, ambasador Francji w Danii, pierwszy przedstawiciel Rządu Tymczasowego Republiki Francuskiej przy PKWN. Na bońskim spotkaniu szefów krajów szóstki otrzymał misję przygotowania projektu statutu politycznego „Unii narodów europejskich”.
Zespół, którym kierował francuski dyplomata, bez powodzenia, dwukrotnie próbował przekonać państwa członkowskie do swych propozycji. Niepowodzenia te były jednak tak trwałe, że w Paryżu, 17 kwietnia 1962 podjęto decyzję o zawieszeniu rokowań. Mimo to opracowania komisji Foucheta nie były tak całkowicie bezowocne, bowiem w przyszłości do nich powrócono; tymczasem otrzymały nazwę I i II planu Foucheta.
W I planie z 2 listopada 1961 r. pojawił się projekt traktatu założycielskiego Unii Europejskiej. Plan zakładał powstanie wspólnej polityki zagranicznej i obronnej oraz ścisłą współpracę na obszarze nauki i kultury. Według planu Komisja Europejska nie powinna mieć charakteru instytucji supranacjonalnej. Powinna ona raczej składać się z wysokich urzędników spraw zagranicznych państw członkowskich.
18 stycznia 1962 roku zaprezentowano tzw. drugi plan Foucheta, który w odróżnieniu od pierwszego dokumentu ograniczał się do współpracy międzyrządowej.
W latach 1962–67 pełnił funkcję ministra edukacji narodowej, a od 1967 do 1968 ministra spraw wewnętrznych.